# Richard Hoisl
Richard Hoisl (* 9. April 1932) ist ein deutscher Geodät und emeritierter Universitätsprofessor für Bodenordnung und Landentwicklung.
Nach Erlangung des Diploms und Promotion zum Dr.-Ing. leitete Richard Hoisl von 1977 bis zu seiner Emeritierung 1997 den Lehrstuhl für Bodenordnung und Landentwicklung der Technischen Universität München. Sein Nachfolger wurde Holger Magel.
Hoisl war von 1991 bis 1998 Vorsitzender der Deutschen Landeskulturgesellschaft und vier Jahre lang Vorsitzender der Kommission 2 der FIG „Professional Education“. Er ist außerdem Mitglied der Abteilung Land- und Immobilienmanagement der Deutschen Geodätischen Kommission.

## Ehrungen
- 2014: Gerhard-Hess-Medaille in Gold des Förderkreises für Bodenordnung und Landentwicklung München e.V.[6]